# Physalaemus spiniger
Physalaemus spiniger é uma espécie de anfíbio da família Leptodactylidae. Endémica do Brasil, onde pode ser encontrada nos estados de São Paulo e Paraná.
Os seus habitats naturais são: florestas subtropicais ou tropicais húmidas de baixa altitude, matagal húmido tropical ou subtropical, lagos de água doce intermitentes e marismas intermitentes de água doce. Está ameaçada por perda de habitat.